# Вышово
Вышово (бел. Вышова) — деревня в Мстиславском районе Могилёвской области Белоруссии. Входит в состав Подсолтовского сельсовета.

## География
Деревня находится в северо-восточной части Могилёвской области, в пределах Оршанско-Могилёвской равнины, к востоку от реки Реместлянки, к югу от автодороги Р15, на расстоянии примерно 27 километров (по прямой) к северо-западу от Мстиславля, административного центра района. Абсолютная высота — 203 метра над уровнем моря.

## История
В конце XVIII века деревня входила в состав Мстиславского воеводства Великого княжества Литовского.
Согласно «Списку населенных мест Могилёвской губернии» 1910 года издания населённый пункт входил в состав Шамовской волости Мстиславского уезда Могилёвской губернии. Имелось 18 дворов и проживало 156 человек (84 мужчины и 72 женщины).
До 2013 года Вышово входило в состав ныне упразднённого Раздельского сельсовета.

## Население
По данным переписи 2009 года, в деревне проживало 28 человек.